# يونيفيرسيتي هايتس (أوهايو)
يونيفيرسيتي هايتس، أوهايو

يونيفيرسيتي هايتس (بالإنجليزية: University Heights)‏ هي مدينة أمريكية تقع في ولاية أوهايو. تبلغ مساحة هذه المدينة 4.7 (كم²)،ويبلغ عدد سكانها 13539 نسمة حسب إحصاء سنة 2010 م 13539.

## التركيبة السكانية
قام مكتب تعداد الولايات المتحدة بتحديد بيانات التركيبة السكانية ليونيفيرسيتي هايتس في تعداد الولايات المتحدة. في ما يلي، التركيبة السكانية حسب تعدادي 2000 و2010.

### تعداد عام 2000
بلغ عدد سكان يونيفرسيتي هايتس 987 نسمة بحسب تعداد عام 2000، وبلغ عدد الأسر 467 أسرة وعدد العائلات 254 عائلة مقيمة في المدينة.
وتوزع التركيب العرقي للمدينة بنسبة 95.95% من البيض و 1.22% من الأمريكيين ذوي الأصول الآسيوية و 0.10% من سكان جزر المحيط الهادئ و 0.91% من الأمريكيين الأفارقة و 1.42% من عرقين مختلطين أو أكثر.
بلغ عدد الأسر 467 أسرة كانت نسبة 22.1% منها لديها أطفال تحت سن الثامنة عشر تعيش معهم، وبلغت نسبة الأزواج القاطنين مع بعضهم البعض 46.9% من أصل المجموع الكلي للأسر، ونسبة 4.5% من الأسر كان لديها معيلات من الإناث دون وجود شريك، وكانت نسبة 45.6% من غير العائلات. تألفت نسبة 35.8% من أصل جميع الأسر من أفراد ونسبة 6.9% كانوا يعيش معهم شخص وحيد يبلغ من العمر 65 عاماً فما فوق. وبلغ متوسط حجم الأسرة المعيشية 2.74، أما متوسط حجم العائلات فبلغ 2.11.
بلغ العمر الوسطي للسكان 36 عاماً. وكانت نسبة 10.7% بين الثامنة عشر والأربعة وعشرون عاماً، ونسبة 36.1% كانت واقعةً في الفئة العمرية ما بين الخامسة والعشرون حتى والأربعة وأربعون عاماً، ونسبة 22.5% كانت ما بين الخامسة والأربعون حتى الرابعة والستون، ونسبة 12.6% كانت ضمن فئة الخامسة والستون عاماً فما فوق. يوجد لكل 100 أنثى 101.4 ذكر، ويوجد لكل 100 أنثى في الثامنة عشر من عمرها فما فوق 97.1 ذكر.
بلغ متوسط دخل الأسرة في المدينة 48,929 دولار، أما متوسط دخل العائلة فبلغ 79,044 دولار. وكان متوسط دخل الذكور 48,542 دولار مقابل 36,397 دولار للإناث. وسجل دخل الفرد الخاص بالمدينة 32,484 دولار. وكانت نسبة 4.6% من العائلات ونسبة 11.1% من السكان تحت خط الفقر، وكان من هؤلاء نسبة 5.0% تحت سن الثامنة عشر ولا أحد منهم في الخامسة والستين من العمر وما فوق.

### تعداد عام 2010
بلغ عدد سكان يونيفيرسيتي هايتس 13,539 نسمة بحسب تعداد عام 2010، وبلغ عدد الأسر 4,810 أسرة وعدد العائلات 3,011 عائلة مقيمة في المدينة. في حين سجلت الكثافة السكانية 7,439.0 نسمة لكل ميل مربع (2,872.2/كم2). وبلغ عدد الوحدات السكنية 5,248 وحدة بمتوسط كثافة قدره 2,883.5 لكل ميل مربع (1,113.3/كم2).
وتوزع التركيب العرقي للمدينة بنسبة 71.8% من البيض و 0.1% من الأمريكيين الأصليين و 2.4% من الأمريكيين ذوي الأصول الآسيوية و 23.1% من الأمريكيين الأفارقة و 1.6% من عرقين مختلطين أو أكثر.
بلغ عدد الأسر 4,810 أسرة كانت نسبة 31.9% منها لديها أطفال تحت سن الثامنة عشر تعيش معهم، وبلغت نسبة الأزواج القاطنين مع بعضهم البعض 48.9% من أصل المجموع الكلي للأسر، ونسبة 10.9% من الأسر كان لديها معيلات من الإناث دون وجود شريك، بينما كانت نسبة 2.8% من الأسر لديها معيلون من الذكور دون وجود شريكة وكانت نسبة 37.4% من غير العائلات. وبلغ متوسط حجم الأسرة المعيشية 3.11، أما متوسط حجم العائلات فبلغ 2.48.
بلغ العمر الوسطي للسكان 30.7 عاماً. وكانت نسبة 22.7% من القاطنين تحت سن الثامنة عشر، وكانت نسبة 19.7% بين الثامنة عشر والأربعة وعشرون عاماً، ونسبة 25.8% كانت واقعةً في الفئة العمرية ما بين الخامسة والعشرون حتى والأربعة وأربعون عاماً، ونسبة 20.1% كانت ما بين الخامسة والأربعون حتى الرابعة والستون، ونسبة 11.7% كانت ضمن فئة الخامسة والستون عاماً فما فوق. وتوزع التركيب الجنسي للسكان بنسبة 47.7% ذكور و52.3% إناث.